# Deudorix caliginosa
Deudorix caliginosa är en fjärilsart som beskrevs av Percy I. Lathy 1903. Deudorix caliginosa ingår i släktet Deudorix och familjen juvelvingar. Inga underarter finns listade i Catalogue of Life.

## Bildgalleri

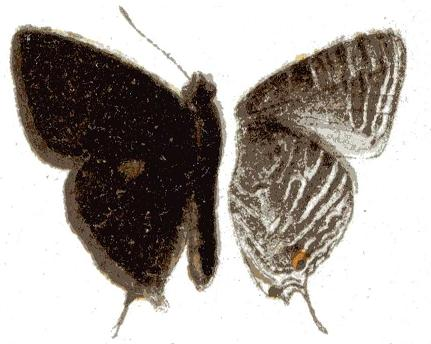
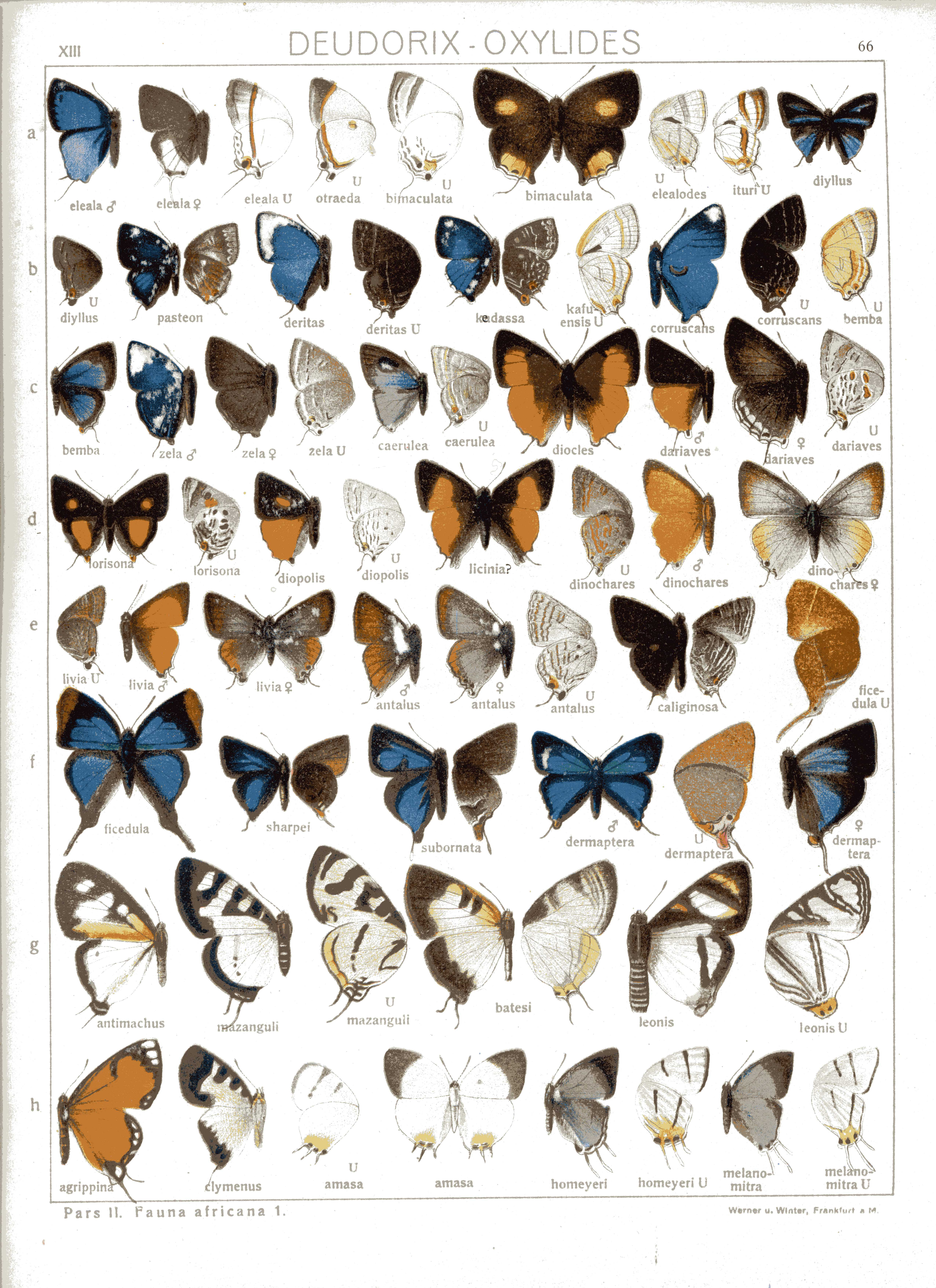